# Wail al-Shehri
Wail Mohammed al-Shehri (Asir, Arabia Saudita, 31 de julio de 1973 - Manhattan, Nueva York, Estados Unidos, 11 de septiembre de 2001) fue un miembro de Al Qaeda que secuestró el vuelo 11 de American Airlines, cuya aeronave estrelló contra la Torre Norte del World Trade Center en Nueva York, como parte de los atentados del 11 de septiembre de 2001.
Shehri era un profesor de escuela primaria de Khamis Mushait en la provincia de Asir de Arabia Saudita. A inicios de 2000, viajó a Medina para buscar tratamiento para problemas mentales. Él y su hermano menor Waleed viajaron a Afganistán en marzo de 2000, donde se sumaron al campo de entrenamiento de Al Qaeda. Los hermanos fueron escogidos, junto con otros de la misma región de Arabia Saudita, para participar en los atentados terroristas del 11-S. Una vez seleccionado, Shehri regresó a Arabia Saudita en octubre de 2000, obtuvo un nuevo pasaporte sin sellos y, luego, retornó a Afganistán. En marzo de 2001, grabó su última voluntad y testamento en video.
Shehri llegó a Estados Unidos a inicios de junio de 2001, alojándose en moteles en el área de Boynton Beach, al sur de Florida. El 5 de septiembre de 2001, Shehri viajó a Boston y se registró en un motel junto con su hermano. Seis días después, Shehri arribó temprano en la mañana al Aeropuerto Internacional Logan de Boston y abordó el vuelo 11 de American Airlines. Quince minutos después del despegue, el avión fue secuestrado y deliberadamente estrellado contra la Torre Norte del World Trade Center a las 8:46:30.
En los días posteriores a los atentados, algunos reportajes periodísticos informaron erróneamente que Shehri era un piloto profesional, hijo de un diplomático saudí y que todavía estaba vivo y sano. La familia Shehri en Khamis Mushait declaró a los medios de comunicación y negó estos primeros informes, al afirmar que los hermanos Shehri habían desaparecido y no sabían nada de ellos desde entonces.

## Antecedentes

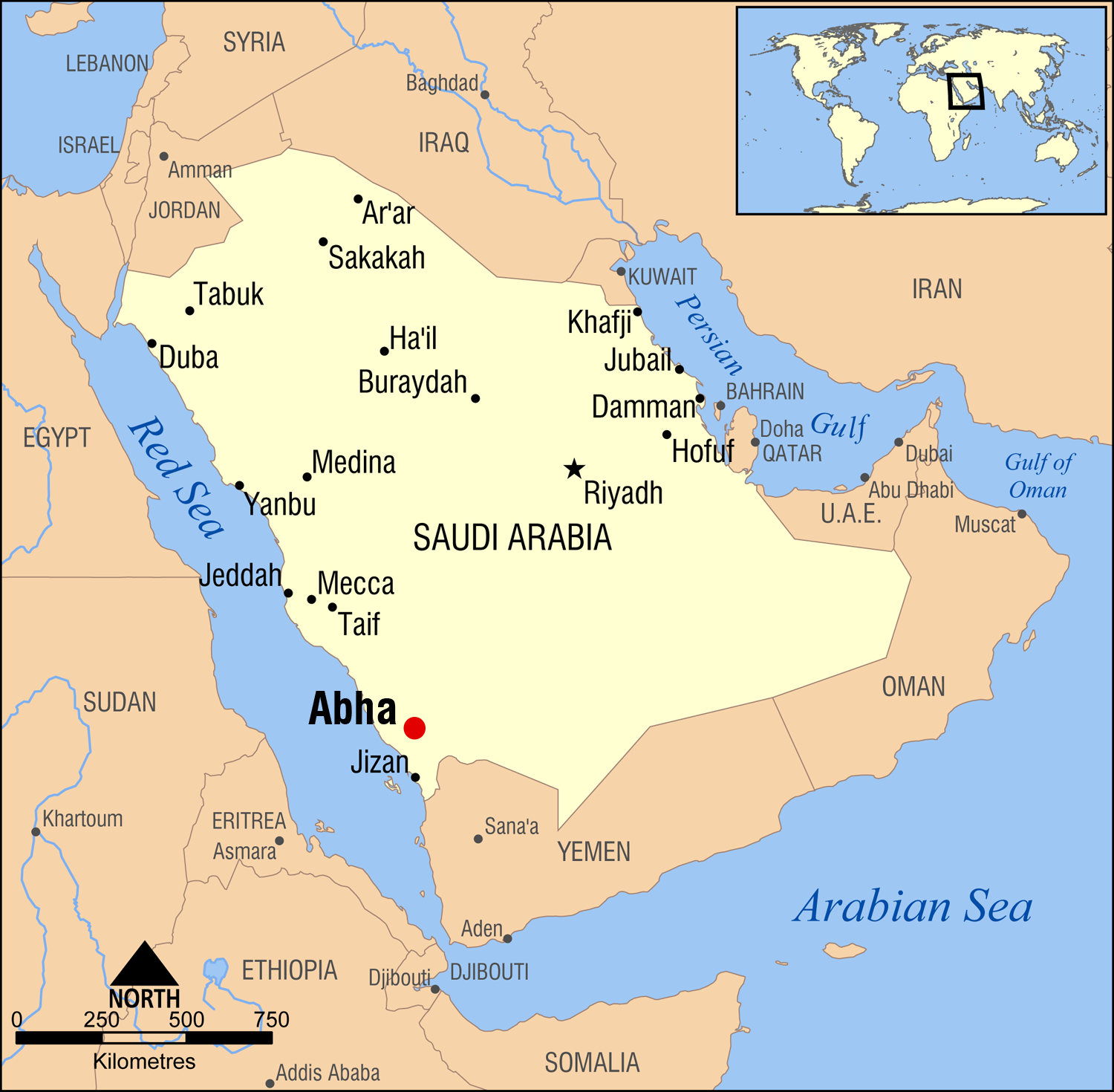
Abha, la capital de la provincia de Asir en Arabia Saudita, de donde Wail al-Shehri provenía y donde se graduó del Instituto pedagógico.

Wail al-Shehri y su hermano menor Waleed provenían de Khamis Mushait en la provincia de Asia, que era una zona empobrecida al suroeste de Arabia Saudita, a lo largo de la frontera con Yemen. Shehri nació en Annams y creció en el vecindario de Um Saraar en Khamis Mushait. Tuvo diez hermanos y una hermana. Varios de los hermanos de Shehri se enrolaron en las Fuerzas Armadas saudíes, mientras que su tío habría sido un mayor y director de logística en el ejército. El padre de Shehri, Mohammed Ali Asgley Al Shehri, trabajaba como vendedor de autos. A menudo, durante los fines de semana, la familia pasaba tiempo junta a orillas del Mar Rojo. Su familia se adhería al wahhabismo, una escuela del Islam que prohíbe muchos elementos de la modernidad. Debido a ello, la familia Shehri no contaba con televisión satélite o Internet y sus padres no permitían que se escuchara música o que tuvieran contacto con muchachas. Algunos de los hermanos mayores de Wail al-Shehri habían visitado Estados Unidos y podían hablar inglés; sin embargo, Wali hablaba poco inglés.
Durante la escuela y la universidad, Shehri era profundamente religioso y asistía a la Mezquita al-Seqley, la cual había sido construida por su familia para que funcionara como la mezquita local. Shehri también frecuentó campos religiosos apoyados por el gobierno en Arabia Saudita. Para esta época, existían fuertes sentimientos religiosos en el país y, en especial, en la provincia de Asir. Muchos jóvenes de la región admiraban a Osama bin Laden, cuya familia tenía vínculos en la zona. El padre de Wail fue un amigo del padre de Bin Laden, Mohammed bin Awad bin Laden. Ahmed al-Nami y Saeed al-Ghamdi, ambos secuestradores del vuelo 93 de United Airlines, procedían de la misma región en Arabia Saudita que la familia Shehri.
Tras graduarse en el Instituto pedagógico de Abha en 1999, Wail al-Shehri empezó a trabajar como maestro de educación física en una escuela primaria en la base aérea de Khamis Mushait. Luego de cinco meses en ese trabajo, Shehri tomó una licencia debido a que padecía un malestar mental y depresión. En lugar de terapia convencional, Wail buscó el apoyo de clérigos musulmanes y esperó que una visita a Medina lo ayudara. Su tratamiento incluyó versos del Corán leídos a él por un sheikh. Viajó a Medina junto con Waleed. Después de los atentados del 11-S, otros testigos recordaron haber visto a los hermanos Shehri en Medina.

## Afganistán
Wail y Waleed al-Shehri desaparecieron después de su viaje a Medina y solo llamaron a su padre una vez; en la conversación, los hermanos fueron vagos en lo referente a cuándo regresarían. Ambos expresaron interés en unirse a la Yihad en Chechenia, aunque podrían haberse desviado a Afganistán. Antes de desaparecer, los hermanos Shehri fueron a la mezquita al-Seqley para hacer un juramento de compromiso a la Yihad, como lo hicieron Ahmed al-Nami y Saeed al-Ghamdi. Wail presidió la ceremonia, llamándose a sí mismo Abu Mossaeb al-Janubi en honor a uno de los compañeros de Mahoma.
En marzo de 2000, partió hacia Pakistán con Waleed y Ahmed al-Nami; más tarde, se dirigieron a Afganistán. Wail a-Shehri siguió el camino convencional para los nuevos reclutas de Al Qaeda en Afganistán, pasando tiempo en el campo de entrenamiento de Khalden y, luego, en el campo de entrenamiento de al Farouq, cerca de Kandahar. Los detalles sobre cómo fueron escogidos los secuestradores no-pilotos para los ataques del 11-S son escasos, aunque parece que habrían sido seleccionados por líderes de Al Qaeda en 2000 a partir de miles de reclutas en los campos de entrenamiento en Afganistán. Los voluntarios más capaces y motivados estaban en al-Farouq y los ciudadanos saudíes eran buenos candidatos, dado que sería más fácil para ellos obtener visas para viajar a Estados Unidos El director de la CIA George Tenet sostuvo, más tarde, que probablemente se les dijo poco a los secuestradores no-pilotos sobre su misión en los Estados Unidos.
Una vez que Wail y los secuestradores completaron su entrenamiento en Afganistán, recibieron $2000 para que pudieran regresar a Arabia Saudita para obtener nuevos pasaportes y visas. Los hermanos Shehri habrían recibido asistencia de un familiar que trabajaba en la oficina de registro saudí. Wail y Waleed al-Shehri recibieron sus nuevos pasaportes el 3 de octubre de 2000 y, luego, obtuvieron visas estadounidenses el 24 de octubre. En su solicitud de visa, Wail al-Shehri proveyó información vaga, al declarar como su empleador/escuela a "South City" y a su destino como "Wasantwn". Wail indicó que su ocupación era "maestro" y que estaría viajando con su hermano en unas vacaciones de cuatro a seis meses, que serían pagadas con el salario de Wail como maestro. A pesar de que no estaría trabajando durante las vacaciones, los funcionarios consulares no pusieron en duda si los hermanos Shehri tendrían los medios económicos necesarios para mantenerse a sí mismos mientras estuvieran en Estados Unidos.
A fines de 2000, Wail viajó a los Emiratos Árabes Unidos, donde compró cheques de viajero, los cuales habrían sido presuntamente pagados por Mustafa Ahmed al-Hawsawi. Otros cinco secuestradores se trasladaron a los Emiratos Árabes Unidos para comprar a su vez cheques de viajero, incluyendo a Majed Moqed, Saeed al-Ghamdi, Hamza al-Ghamdi, Ahmed al-Haznawi y Ahmed al-Nami. La Comisión del 11-S creía que tres de los futuros secuestradores, incluyendo a Wail y Waleed, viajaron en un grupo de Arabia Saudita a Beirut y, de allí, a Irán desde donde podían viajar a Afganistán sin que sus pasaportes fueran sellados. Por otra parte, se cree que un socio de un miembro de alto rango de Hezbolá viajó en el mismo vuelo, aunque esta podría haber sido una coincidencia.
Wail al-Shehri apareció junto con los secuestradores Ahmed al-Nami, Hamza al-Ghamdi y Ahmed al-Ghamdi en un video filmado en marzo de 2001 y publicado por Al Jazeera en septiembre de 2002. Shehri fue mostrado estudiando mapas y manuales de vuelo, pero no habló en el video, el cual también incluyó un segmento de Abdulaziz al-Omari leyendo su última voluntad y testamento. Mientras estuvieron en Afganistán, se grabó otro video que presentaba a Shehri leyendo su última voluntad y testamento. Este video salió a la luz el 7 de septiembre de 2006.

## Estados Unidos
El 5 de junio de 2001, Wail obtuvo un permiso de conducir internacional, que fue emitido en Sarja en los Emiratos Árabes Unidos. Wail al-Shehri llegó junto con otro miembro de Al Qaeda Ahmed al-Haznawi al Aeropuerto Internacional de Miami, vía Londres, desde Dubái el 8 de junio de 2001. Ambos fueron admitidos como turistas por seis meses. Shehri abrió una cuenta bancaria en el SunTrust Bank en Florida el 18 de junio, con un depósito de $8.000 que provino de los cheques de viajero American Express que había comprado el 7 de junio en los Emiratos Árabes Unidos.
Shehri se mudó al Homing Inn, un motel en Boynton Beach, el 21 de junio de 2001, donde compartió habitación con su hermano Waleed y Satam al-Suqami. Wail y Suqami usaron este hotel como su dirección cuando recibieron sus identificaciones del estado de Florida el 3 de julio. Shehri se registró en el Motel y Apartamentos Panther en Deerfield Beach, junto con su hermano y Suqami el 2 de agosto; permanecieron allí hasta el 10 de agosto. Mientras estuvieron en Florida, Wail se inscribió en el World Gym de Boynton Beach, donde entrenó junto con Waleed y Suqami. Durante el verano de 2001, Wail utilizó regularmente computadoras en la Biblioteca pública de Delray Beach.
El 28 de agosto de 2001, Wail y Waleed al-Shehri hicieron reservas en el vuelo 11 de American Airlines por medio de Mail Boxes Etc. en Hollywood, Florida como su dirección. Los hermanos Shehri llamaron a American Airlines el 3 de septiembre para cambiar sus asientos de primera clase asignados por unos sitios en el lugar de la aeronave que ofrecía una vista directa a la cabina de vuelo. Wail y Waleed al-Shehri dejaron Florida para dirigirse a Boston el 5 de septiembre, viajando juntos en el vuelo 2462 de Delta Air Lines.
Wail se registró junto con Waleed en el Park Inn Hotel en Chestnut Hill, Massachusetts, el 5 de septiembre de 2001, alojándose en la habitación 432. Mientras estuvieron en el Park Inn, Wail y Waleed al-Shehri habrían llamado a una prostituta. Wail al-Shehri acompañó a su hermano el 9 de septiembre al Travelex en el Aeropuerto Internacional Logan, donde Waleed intentó enviar $5000 a los Emiratos Árabes Unidos; sin embargo, Waleed no tenía la documentación suficiente, por lo que Wail y Waleed debieron regresar al día siguiente para completar la transacción. Mustafa Muhammad Ahmad recibió los fondos el 11 de septiembre en la agencia Al-Ansari Exchange en Sarja. Otro de los secuestradores, Abdulaziz al-Omari, posiblemente pasó una noche en el Park Inn antes de marcharse con Mohamed Atta hacia Portland (Maine) el 10 de septiembre. Cuando Wail y Waleed al-Shehri cancelaron su cuenta en el hotel el 11 de septiembre, dejaron olvidada en su habitación una hoja de instrucciones para volar un jet.

## Ataques
Wail al-Shehri, su hermano Waleed y Satam al-Suqami llegaron juntos al Aeropuerto Internacional Logan a las 06:45 en la mañana del 11 de septiembre de 2001. Durante el registro, los tres terroristas fueron seleccionados por el Sistema de preescaneo de pasajeros asistido por computadora (CAPPPS) para una revisión más exhaustiva de su equipaje registrado. Como el CAPPS era solo para equipaje, ninguno de los tres secuestradores debió pasar por algún escrutinio extra en el punto de registro de seguridad de pasajeros. Más tarde, uno de los aparatos de seguridad aérea en funciones informó que Wail o Waleed habían estado usando una muleta cuando pasaron por seguridad y que la muleta había sido pasada por rayos X, de acuerdo a las regulaciones.
Para las 07:40, los cinco secuestradores estaban a bordo del vuelo, que estaba programado para despegar a las 07:45. Wail y Waleed al-Shehri se sentaron juntos en los asientos 2A y 2B de primera clase, respectivamente. La aeronave rodó fuera de la Puerta 26 y partió del Aeropuerto Internacional Logan a las 07:59, con 14 minutos de retraso. El vuelo 11 fue secuestrado aproximadamente a las 08:14, que fue cuando el piloto dejó de responder al control del tráfico aéreo. Una vez que se inició el secuestro, se sospecha que los hermanos apuñalaron a dos asistentes de vuelo. A las 08:46:40, Mohamed Atta estrelló deliberadamente el vuelo 11 en la fachada norte de la Torre Norte (Torre 1) del World Trade Center. El daño inmediato destruyó cualquier medio de escape para el área superior a la zona de impacto, atrapando a 1344 personas. La Torre Norte colapsó a las 10:28, tras incendiarse por aproximadamente 102 minutos.

## Consecuencias
BBC News informó el 23 de septiembre de 2001 de la existencia de un hombre llamado Waleed al-Shehri con vida en Marruecos. Otros reportes periodísticos señalaron que los hermanos Shehri eran los hijos de un diplomático saudí estacionado en Bombay. El hijo del diplomático fue capacitado como piloto en la Universidad aeronáutica de Embry-Riddle en Daytona Beach y estaba trabajando como piloto para Saudi Arabian Airlines. Para el momento de los ataques, estaba en Marruecos siguiendo un programa de capacitación. También existen informes de que Wail al-Shehri fue un piloto profesional. En los días posteriores a los ataques del 11-S, funcionarios saudíes sugirieron que Wail y Waleed al-Shehri fueron víctimas de un robo de identidad, pero ambos fueron víctimas de una identificación equívoca.
Jamal Khashoggi, de Al-Watan, y ArabNews en Arabia Saudita hablaron con Muhammad Ali Al-Shehri en Khamis Mushait, quien declaró que sus hijos Wail y Waleed habían estado desaparecidos por meses. El padre de Wail al-Shehri negó los informes que otorgaban a Wail un grado en aeronáutica, como algunos periodistas habían afirmado: 

Mi hijo Wail tenía 25 años de edad y contaba con un bachillerato en educación física del Instituto pedagógico de Abha. Estaba mentalmente enfermo y había acudido a varios clérigos en busca de asistencia para superar su inestabilidad. Había solicitado a la escuela donde enseñaba un permiso de seis meses para visitar Medina.

Su padre también dijo a los periodistas que temía tener que creer que Wail y Waleed estuvieron involucrados en los ataques del 11-S: "Si eso resulta ser verdad, entonces nunca lo aceptaré de ellos. Nunca los perdonaré por ello". Los miembros de su familia dijeron que Wail y Waleed se hicieron muy religiosos en los meses previos a su desaparición, habían expresado interés en ir a Chechenia y esperaban convertirse en mártires. En un reportaje titulado "Una apología saudí" de Dateline NBC, emitido el 25 de agosto de 2002, John Hockenberry viajó a Asir, donde entrevistó al hermano de Shehri, Salah, quien aceptó que Wail y Waleed estaban muertos. Salah los describió como no muy religiosos y sugirió que les habían lavado el cerebro.
Más tarde, funcionarios saudíes declararon que los nombres de los secuestradores eran, de hecho, correcto y que 15 de los 19 secuestradores eran saudíes. En respuesta a las teorías conspirativas del 11-S que rodeaban su historia original al sugerir que los secuestradores estaban todavía con vida, la BBC emitió un comunicado en 2006, en el cual afirmaba que posteriores informes sobre los secuestradores reemplazaron la historia original. La BBC también explicó que la confusión se originó porque los nombres árabes eran comunes.